# Южно-Каспийский нефтегазоносный бассейн

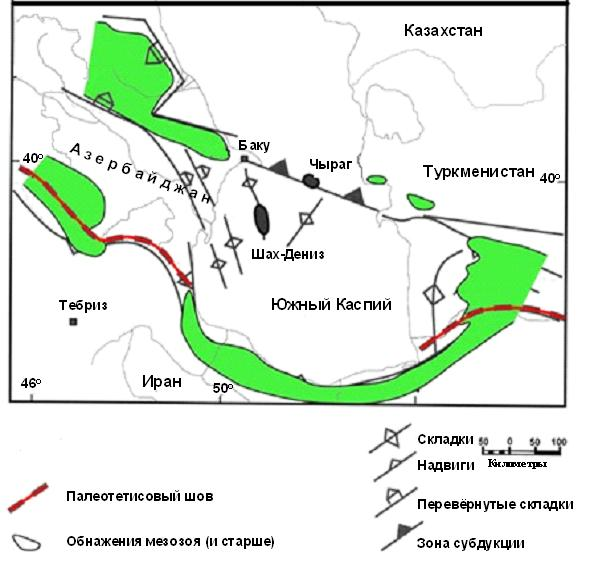
Южно-Каспийский нефтегазоносный бассейн

Южно-Каспийский нефтегазоносный бассейн (Апшероно-Прибалканский) по схеме А.А. Бакирова — контролируется одноимённой Южно-Каспийской кайнозойской впадиной, расположенной на южной части Каспийского моря.
Административно она расположена на территории западной части Туркменистана и восточной части Азербайджана. Данный нефтегазоносный регион — один из старейших нефтегазодобывающих бассейнов в мире. Основные месторождения — Шах-Дениз, Азери — Чираг — Гюнешли, Нефтяные Камни, Бахар, Сангачалы-море, Небитдаг, Барсагельмес, Челекен и т.д.
Южно-Каспийский нефтегазоносный бассейн по схеме А.А. Бакирова делятся на районы это:
1. Апшеронский
2. Кура и Бакинский архипелаг
3. Западно-Туркменский
4. Кара-Богаз-Гол
5. Иранский сектор Каспии